# Marische Autonome Socialistische Sovjetrepubliek
De Marische Autonome Socialistische Sovjetrepubliek (Russisch: Марийская Автономная Социалистическая Советская Республика of Marische ASSR (Russisch: Марийская АССР) was een autonome socialistische sovjetrepubliek van de Sovjet-Unie.
De Marische Autonome Socialistische Sovjetrepubliek ontstond op 5 december 1936 uit de Marische Autonome Oblast. Op 22 december 1990 ging de Komische Autonome Socialistische Sovjetrepubliek op in de autonome republiek Mari El.